# Fabio Pereyra
Fabio Jesús Pereyra (Federal, 31 gennaio 1990) è un calciatore argentino, difensore dell'Huracán.

## Caratteristiche tecniche
È un difensore centrale.

## Carriera
È cresciuto nel settore giovanile del CAI.
Ha debuttato in Primera División il 30 luglio 2019 disputando con l'Arsenal Sarandí l'incontro vinto 1-0 contro il Banfield.